# Bolbocerastes peninsularis
Bolbocerastes peninsularis es una especie de coleóptero de la familia Geotrupidae.

## Distribución geográfica
Habita en México.